# 船戸満之
船戸 満之（ふなと みつゆき、1935年6月 - ）は、ドイツ思想の研究者、獨協大学名誉教授。

## 経歴
1935年、東京で生まれた。東京大学文学部独文科で学び、1962年に卒業。同大学大学院に進学し、1965年に修士課程を修了した。
その後は文芸評論家として活動した。後に獨協大学助教授に就き、教授昇格。2006年に獨協大学を定年退任し、名誉教授となった。

## 研究内容・業績
エルンスト・ブロッホを専門とする。

## 著作
著書
- 『表現主義論争とユートピア』情況出版 2002
- 『野蛮と希望の世紀を歴史的名著を通して読む』情況出版 2002

翻訳
- 『永遠なるヒトラー』ヘルマン・ラウシュニング著、天声出版 1968
- 『学生の反乱』ルディ・ドゥチュケ著、合同出版 1968
- 『異化』エルンスト・ブロッホ著、片岡啓治・種村季弘共訳、現代思潮社 1971
- 『スパルタクス書簡』中村丈夫・山崎カヲル共訳、鹿砦社 1971
- 『マルクス入門』エルンスト・フィッシャー著、守山晃共訳、合同出版 1972
- 『マルクス、エンゲルスと詩人たち』ペーター・デーメツ（英語版）著、紀伊国屋書店 1972
- 『ヒトラーとの対話』ヘルマン・ラウシュニング、学芸書林 1972
- 『ノーメンクラツーラ ソヴィエトの赤い貴族』ミハイル・ヴォスレンスキー（英語版）著、佐久間穆共訳、中央公論社 1981
- 『大衆の装飾』ジークフリート・クラカウアー著、野村美紀子共訳、法政大学出版局、叢書・ウニベルシタス） 1996
- 『マルクス論』ブロッホ著、野村美紀子共訳、作品社 1998
- 『アドルフ・ヒトラー 我が青春の友』アウグスト・クビツェク著、宗宮好和・桜井より子・宍戸節太郎共訳、MK出版社 2004
- 『道徳哲学講義』テオドール・アドルノ著、作品社 2006